# República Popular Democrática de Angola
A República Popular Democrática de Angola, também conhecida pelo acrónimo RPDA, era um Estado fantoche que mantinha uma estrutura de governo rival ao da República Popular de Angola (monopartidária) e, posteriormente, ao da República de Angola (pluripartidária). Inicialmente (1975-1976) composto pela União Nacional para a Independência Total de Angola (UNITA) e Frente Nacional de Libertação de Angola (FNLA) — em oposição ao Movimento Popular de Libertação de Angola (MPLA) —, em seu segundo termo (1979-2002) foi liderado exclusivamente pela UNITA.

## Histórico
Foi formada no alvorecer da independência angolana, em 11 de novembro de 1975, embora que em 11 de fevereiro de 1976 suas forças tivessem sido amplamente derrotadas nas capitais pelo MPLA. Sua formação se deu com a declaração de independência simultânea pela FNLA e UNITA, respectivamente nas cidades de Ambriz e Huambo, que tornaram-se capitais; a primeira acabou caindo no mesmo mês da proclamação, enquanto que a segunda cairia três meses depois — governo declarou-se vacante e em exílio após a queda das cidades.
Entre 1979 e 2002 a RPDA voltou a estabelecer sede em Angola, novamente no Huambo, muito embora esta fosse somente capital de jure, enquanto que a zona de comando geralmente ficava em Jamba do Cuando, a capital de facto, actualmente uma vila do município de Rivungo. Em Jamba chegou a ocorrer o Jamboree Internacional Democrata, em 1985, um consórcio que reuniu grupos guerrilheiros financiados pela CIA, como os mujahideens do Afeganistão, os renamenses de Moçambique, os contras da Nicarágua e os quemer vermelhos do Camboja. A capital Jamba caiu em 1999, fazendo com que nos estágios finais da guerra a base e centro de poder da RPDA fosse movida para Munhango.
A RPDA e seus órgãos de governo foram extintos nas negociações que geraram o Memorando de Entendimento do Luena, em 2002.

## Relações internacionais
A RPDA somente funcionava de facto graças ao financiamento e armamento dos Estados Unidos, chegando a "obter reconhecimento" parcial da África do Sul, enquanto que estava diplomaticamente isolada do restante do mundo.

## Governo
O órgão de governo chamava-se Conselho Nacional da Revolução (ou Conselho Nacional Conjunto para a Revolução) e tinha raízes no antigo Governo de Resistência de Angola no Exílio. O Conselho Nacional foi extinto em fevereiro de 1976. Foi criado um novo conselho revolucionário com o nome "Governo das Terras Livres de Angola" em 1979, com uma série de gabinetes paralelos alimentados pelos diamantes de sangue que rendiam semanalmente, à época, 4 milhões de dólares à UNITA.

## Líderes
Atuaram na posição simbólica de chefes de Estado da RPDA:
- 11 de novembro de 1975 a 11 de fevereiro de 1976 — Co-Presidentes do Conselho Nacional Conjunto para a Revolução: Álvaro Holden Roberto (FNLA) e Jonas Malheiro Savimbi (UNITA).
- 11 de fevereiro de 1976 a 1979 — Contra-governo suprimido.
- 1979 a 22 de fevereiro de 2002 — Presidente: Jonas Malheiro Savimbi (UNITA).
- 22 de fevereiro de 2002 a 3 de março de 2002 — Presidente Interino: António Sebastião Dembo (UNITA).
- 3 de março de 2002 a 4 de abril de 2002 — Presidente Interino: Armindo Lucas Paulo Lukamba Gato (UNITA)

Entre 23 de novembro de 1975 e 11 de fevereiro de 1976 atuaram na posição simbólica de co-primeiros-ministros da RPDA:
- José de Assunção Alberto Ndele (UNITA);
- Johnny Eduardo Pinnock (FNLA).